# Scotopteryx alpherakii
Scotopteryx alpherakii är en fjärilsart som beskrevs av Nicolas Grigorevich Erschoff 1877. Scotopteryx alpherakii ingår i släktet backmätare, och familjen mätare. Inga underarter finns listade.